# Loudonville
Loudonville is een plaats (village) in de Amerikaanse staat Ohio, en valt bestuurlijk gezien onder Ashland County en Holmes County.

## Demografie
Bij de volkstelling in 2000 werd het aantal inwoners vastgesteld op 2906.
In 2006 is het aantal inwoners door het United States Census Bureau geschat op 2989, een stijging van 83 (2,9%).

## Geografie
Volgens het United States Census Bureau beslaat de plaats een oppervlakte van
6,4 km², geheel bestaande uit land. Loudonville ligt op ongeveer 294 m boven zeeniveau.

## Plaatsen in de nabije omgeving
De onderstaande figuur toont nabijgelegen plaatsen in een straal van 20 km rond Loudonville.